# Oenothera tarijensis
Oenothera tarijensis är en dunörtsväxtart som beskrevs av W. Dietrich. Oenothera tarijensis ingår i släktet nattljussläktet, och familjen dunörtsväxter. Inga underarter finns listade i Catalogue of Life.